# Josef Fanta
Josef Fanta (29 dicembre 1889 – 19 ottobre 1960) è stato un allenatore di calcio e arbitro di calcio cecoslovacco.

## Carriera

### Nazionale
Ha allenato la propria nazionale di calcio per 29 partite più altre 4 facente parte della selezione tecnica.